# Milano-Torino 1959
La Milano-Torino 1959, quarantacinquesima edizione della corsa, si svolse l'8 marzo 1959 su un percorso di 171 km. La vittoria fu appannaggio dell'italiano Nello Fabbri, che completò il percorso in 4h09'00", precedendo i connazionali Guido Carlesi e Agostino Coletto.
I corridori che tagliarono il traguardo di Torino furono 93.

## Ordine d'arrivo (Top 10)
| Pos. | Corridore         | Squadra           | Tempo    |
| ---- | ----------------- | ----------------- | -------- |
| 1    | Nello Fabbri      | Bianchi           | 4h09'00" |
| 2    | Guido Carlesi     | Molteni           | s.t.     |
| 3    | Agostino Coletto  | Carpano           | s.t.     |
| 4    | Arnaldo Pambianco | Legnano           | s.t.     |
| 5    | Guido Boni        | Tricofilina-Coppi | s.t.     |
| 6    | Diego Ronchini    | Bianchi           | s.t.     |
| 7    | Colombo Cassano   | Tricofilina-Coppi | a 22"    |
| 8    | Kurt Gimmi        | Tricofilina-Coppi | s.t.     |
| 9    | Julien Schepens   | Carpano           | a 36"    |
| 10   | Silvano Ciampi    | Bianchi           | s.t.     |